# Rákócziújfalu
Rákócziújfalu is een plaats (község) en gemeente in het Hongaarse comitaat Jász-Nagykun-Szolnok. Rákócziújfalu telt 2045 inwoners (2002).